# Tamanka siitensis
Tamanka siitensis es una especie de pez de la familia de los Gobiidae en el orden de los Perciformes.

## Morfología
- Los machos pueden llegar a alcanzar los 6,5 cm de longitud total.
- Número de vértebras: 26.[1][2]

## Hábitat
Es un pez de agua dulce, de clima tropical y demersal.

## Distribución geográfica
Se encuentran en Asia: Isla de Jolo (Sulu, Filipinas).

## Observaciones
Es inofensivo para los humanos. 